# Aiptasia pallida
Aiptasia pallida är en havsanemonart som först beskrevs av Agassiz in Verrill 1864.  Aiptasia pallida ingår i släktet Aiptasia och familjen Aiptasiidae. Inga underarter finns listade i Catalogue of Life.